# Take-the-best heuristic
 (avril 2021).
La mise en forme du texte ne suit pas les recommandations de Wikipédia : il faut le « wikifier ».
Les points d'amélioration suivants sont les cas les plus fréquents :
- Les titres sont pré-formatés par le logiciel. Ils ne sont ni en capitales, ni en gras.
- Le texte ne doit pas être écrit en capitales (les noms de famille non plus), ni en gras, ni en italique, ni en « petit »…
- Le gras n'est utilisé que pour surligner le titre de l'article dans l'introduction, une seule fois.
- L'italique est rarement utilisé : mots en langue étrangère, titres d'œuvres, noms de bateaux, etc.
- Les citations ne sont pas en italique mais en corps de texte normal. Elles sont entourées par des guillemets français : « et ».
- Les listes à puces sont à éviter, des paragraphes rédigés étant largement préférés. Les tableaux sont à réserver à la présentation de données structurées (résultats, etc.).
- Les appels de note de bas de page (petits chiffres en exposant, introduits par l'outil «  Source ») sont à placer entre la fin de phrase et le point final[comme ça].
- Les liens internes (vers d'autres articles de Wikipédia) sont à choisir avec parcimonie. Créez des liens vers des articles approfondissant le sujet. Les termes génériques sans rapport avec le sujet sont à éviter, ainsi que les répétitions de liens vers un même terme.
- Les liens externes sont à placer uniquement dans une section « Liens externes », à la fin de l'article. Ces liens sont à choisir avec parcimonie suivant les règles définies. Si un lien sert de source à l'article, son insertion dans le texte est à faire par les notes de bas de page.
- La présentation des références doit suivre les conventions bibliographiques. Il est recommandé d'utiliser les modèles {{Ouvrage}}, {{Chapitre}}, {{Article}}, {{Lien web}} et/ou {{Bibliographie}}. Le mode d'édition visuel peut mettre en forme automatiquement les références.
- Insérer une infobox (cadre d'informations à droite) n'est pas obligatoire pour parachever la mise en page.

Pour une aide détaillée, merci de consulter Aide:Wikification.
Si vous pensez que ces points ont été résolus, vous pouvez retirer ce bandeau et améliorer la mise en forme d'un autre article.
En psychologie, l'heuristique dite du meilleur choix est une heuristique (une stratégie simple de prise de décision) qui permet de choisir entre deux possibilités en se fondant sur le premier indice qui les discrimine, où les indices sont ordonnés par leur validité, du plus élevé au plus faible. Dans la formulation originale, les indices étaient supposés avoir des valeurs binaires (oui ou non) ou une valeur inconnue. La logique de l'heuristique est qu'elle fonde son choix uniquement sur le meilleur indice (raison) et ignore le reste.
Les psychologues Gerd Gigerenzer et Daniel Goldstein ont découvert qu’elle est étonnamment efficace pour faire des  inférences ou déductions précises dans des environnements réels, par exemple en déduisant laquelle de deux villes est la plus grande. L'heuristique a depuis été modifiée et appliquée à des domaines tels que la médecine, de l'intelligence artificielle et de la prévision politique,. Il a également été démontré que l'heuristique peut modéliser avec précision la manière dont les experts, tels que les douaniers des aéroports et les cambrioleurs professionnels, prennent leurs décisions. L’heuristique peut également prédire les détails du processus cognitif, tels que les nombres d’indices utilisés et les temps de réponse, souvent mieux que les modèles complexes qui intègrent tous les indices disponibles,.

## Prise de décision à raison unique
Les théories de la prise de décision supposent généralement que toutes les raisons pertinentes (caractéristiques ou indices) sont recherchées et intégrées dans une décision finale. Pourtant, en cas d’incertitude (par opposition au risque), les indices pertinents ne sont généralement pas tous connus, pas plus que leur pondération précise et les corrélations entre les indices. Dans ces situations, se fier uniquement au meilleur indice disponible peut être une possibilité raisonnable qui permet de prendre des décisions rapides, économes et précises. C’est la logique d’une classe d’heuristiques connue sous le nom de « décision à une raison » qui comprend la méthode « take-the-best ». Pour des indices ayant des valeurs binaires (0,1), où 1 indique la valeur de l’indice qui est associée à une valeur de critères plus élevée, la tâche consiste à déduire quelle valeur de critère des deux possibilités est la plus élevée. Par exemple, sur deux équipes de NBA on cherchera à savoir quelle équipe sortira gagnante en se basant sur des indices tel le vainqueur du dernier match ou quelle équipe joue à domicile. L’heuristique du meilleur choix implique trois étapes pour faire une telle hypothèse :
- Règle de recherche : rechercher les indices dans l'ordre de leur validité.
- Règle d'arrêt : arrêter la recherche lorsque l’on trouve le premier indice où les valeurs des deux possibilités différent.
- Règle de décision : prédire que la possibilité ayant la valeur de repère la plus élevée a la valeur la plus élevée sur la variable de résultat.

La validité v d’un indice est donnée par v= C/(C+W), où C est le nombre d’inférences correctes lorsqu’un indice est discriminant, et W est le nombre d’inférences erronées, toutes estimées à partir d’échantillons.

## Le meilleur choix pour une tâche de comparaison
Considérez la tâche consistant à déduire quel objet, A ou B, a une valeur plus élevée sur un critère numérique. Par exemple, imaginez quelqu’un qui doit juger si la ville allemande de Cologne a une population plus importante que la ville de Stuttgart. Ce jugement ou cette déduction doit se fonder sur les informations fournies par les indices binaires, comme « La ville est-elle la capitale de l’Allemagne ? ». D’un point de vue formel, la tâche est une catégorisation : une paire (A,B) doit être classée tel que X A > X B ou X B > X A (où X désigne le critère), sur la base d’informations fournies par les indices.
Les indices sont binaires, ce qui signifie qu’ils prennent deux valeurs et peuvent être modélisés, par exemple, comme ayant les valeurs 0 et 1 (pour « oui » et « non »). Ils sont classés en fonction de leur validité, définie comme la proportion de comparaisons correctes parmi les paires A et , pour lesquelles ils ont des valeurs différentes c’est-à-dire pour lesquelles ils discriminent entre A et B. La méthode du meilleur choix analyse chaque indice l’un après l’autre, selon un classement par validité et s’arrête la première fois qu’un indice discrimine entre les items et conclut que l’item avec la plus grande valeur a aussi une plus grande valeur sur le critère. La matrice de tous les objets de la classe de référence, dont A et B ont été triés, et les valeurs des indices qui décrivent ces objets constitue ce que l’on appelle un environnement. Les théoriciens du meilleur choix, Gigerenzer et Goldstein (voir Gerd Gigerenzer et Daniel Goldstein, DG (1996) ) ont considéré dans leur théorie l’exemple de paires de villes allemandes, mais seulement celles de plus de 100.000 habitants. La tâche de comparaison pour une paire donnée (A, B) de villes allemandes dans la classe de référence, consistant à établir laquelle a une plus grande population, sur la base de 9 indices. Les indices étaient évalués de manière binaire, tel que l’on pouvait retenir par exemple le fait que la ville soit la capitale ou non, ou qu’elle ait une équipe de football en ligue nationale ou non. Les valeurs indices pouvaient être modélisées par des 1 (pour « oui ») et des 0 (pour « non »), de sorte que chaque ville pouvait être identifiée par son « profil d’indice », c’est-à-dire un vecteur de 1 et de 0, ordonné selon le classement des indices.
La question était la suivant : Comment déduire lequel des deux objets, par exemple la ville A avec le profil d’indices (100101010) et la ville B avec le profil d’indices (100010101), obtient le meilleur score sur le critère établi, c’est-à-dire la taille de la population ? La méthode du meilleur choix heuristique compare simplement les profils lexicographiquement, tout comme on compare des nombres écrits en base deux : Le premier indice est 1 pour les deux, ce qui signifie que le premier indice ne fait pas de discrimination entre A et B. Le deuxième indice a pour valeur 0 dans les deux cas, cet indice ne fait pas discrimination non plus. Il en va de même pour le troisième indice, tandis que pour le quatrième la valeur est de 1 pour A et de 0 pour B, ce qui implique que A est jugé comme ayant une valeur plus élevée sur le critère. En d’autres termes, X A > X B si et seulement si (100101010) > (100010101).
Mathématiquement, cela signifie que les indices trouvés pour la comparaison permettent un quasi-isomorphisme d'ordre entre les objets comparés sur le critère, dans ce cas les villes avec leurs populations, et leurs vecteurs binaires correspondants. Ici, "quasi" signifie que l'isomorphisme n'est, en général, pas parfait, car l'ensemble des indices n'est pas parfait.
Ce qui est surprenant, c'est que cette simple heuristique a une grande performance par rapport aux autres stratégies. Une mesure évidente pour établir la performance d'un mécanisme d'inférence est déterminée par le pourcentage de jugements corrects. En outre, ce qui importe le plus, ce n'est pas seulement la performance de l'heuristique lors de l'ajustement de données connues, mais aussi lors de la généralisation d'un ensemble d'apprentissage connu à de nouveaux éléments.
Czerlinski, Goldstein and Gigerenzer ont comparé plusieurs stratégies avec la méthode de la meilleure décision : Un modèle simple de Tallying, ou de poids unitaire (également appelé « règle de Dawes » dans cette littérature), un modèle linéaire pondéré sur les indices pondérés par leurs validités (également appelé « règle de Franklin »), la régression linéaire et le minimalisme. Leurs résultats montrent la robustesse de la méthode du meilleur choix en matière de généralisation.

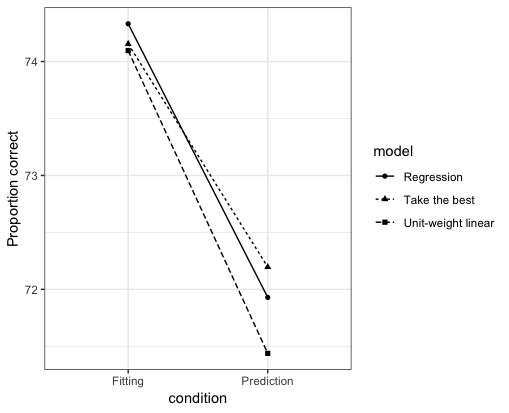
Performances heuristiques sur l'ensemble de données de la ville allemande, générées avec ggplot2 sur la base des données dans. Voir les étapes pour reproduire sur CRAN.

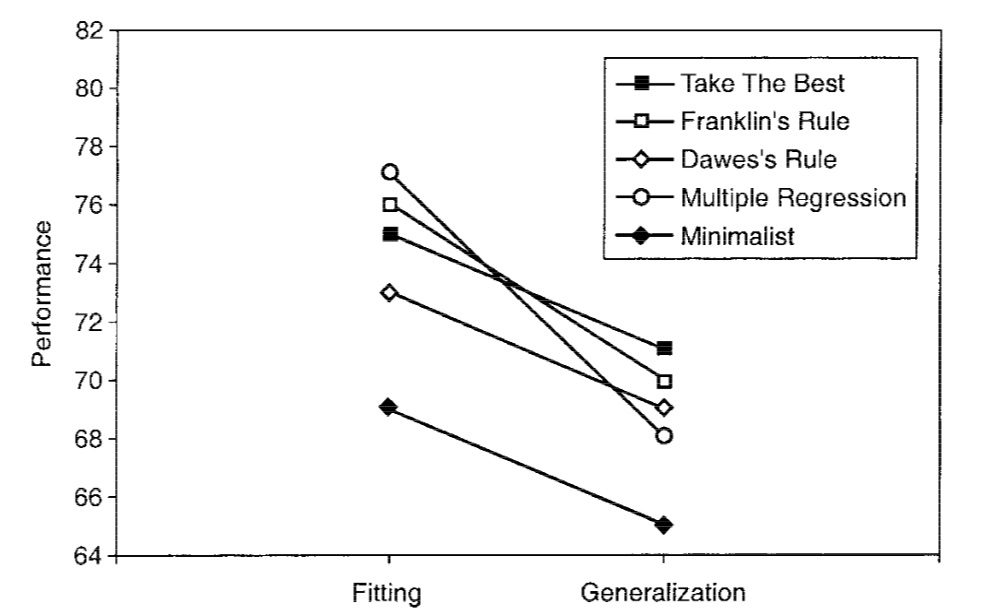
Performances heuristiques sur 20 ensembles de données à partir d'une illustration à l'intérieur de la référence n °

Par exemple, considérons la tâche consistant à choisir la plus grande ville parmi deux villes lorsque :
- Les modèles sont ajustés à un ensemble de données de 83 villes allemandes ;
- Les modèles sélectionnent la plus grande d'une paire de villes pour toutes les 83*82/2 paires de villes.

Le pourcentage de bonnes réponses était d’environ 74% pour la régression. Plus précisément, les scores étaient de 74,3% 74,2% et 74,1%, de sorte que la régression a gagné une petite marge.
Cependant, l’article a également pris en compte la généralisation (également connue sous le nom de prédiction hors échantillon).
- les modèles sont adaptés à un ensemble de données constitué d’une moitié de 83 villes allemandes sélectionnées au hasard.
- Les modèles sélectionnent la plus grande ville d'une paire d'une ville tirés de « l’autre » moitié des villes.

Dans ce cas, lorsque 10 000 divisions aléatoires différentes ont été utilisées, la régression a obtenu en moyenne 71,9%, de résultats corrects, la méthode de l’heuristique 72,2% et l’unité avec linéaire 71,4%. La méthode du meilleur choix heuristique était plus précise que la régression dans ce cas.